# Списък на кралиците на Неапол
1377Това е списък на кралиците на Неапол – съпруги на кралете на Неапол.

## Кралици на Неапол

### Анжуйци, 1285–1382
| Изображение | Име                          | Баща                                                       | Рождена дата | Брак | Коронация                               | Предаване на титлата             | Смърт             | Съпруга на |
| ----------- | ---------------------------- | ---------------------------------------------------------- | ------------ | --- | --------------------------------------- | -------------------------------- | ----------------- | --- |
|             | Беатрис Прованска            | Раймон IV Беренгер, граф на Прованс (Барселонска династия) | 1234         | 31 януари 1246 | 26 февруари 1266 възцаряване на съпруга | 23 септември 1267                | 23 септември 1267 | Шарл I |
|             | Маргарита Бургундска         | Одо, граф на Невер (Бургундска династия)                   | 1250         | 18 ноември 1268 | 18 ноември 1268                         | 7 януари 1285 смъртта на съпруга | 4 септември 1308  | Шарл I |
|             | Мария Унгарска               | Ищван V, крал на Унгария (Арпади)                          | 1257         | май/юни 1270 | 7 януари 1285 възцаряване на съпруга    | 5 май 1309 смъртта на съпруга    | 25 март 1323      | Шарл II |
|             | Санча Майоркска              | Хайме II, крал на Майорка (Барселонска династия)           | 1285         | 20 септември 1304 | 5 май 1309 възцаряване на съпруга       | 20 януари 1343 смърт на съпруга  | 28 юли 1345       | Робер |
|             | Джована I, кралица на Неапол | Карл, херцог на Калабрия (Анжуйска династия)               | 1326         | 1342 за Андрей Унгарски; 1346 за Луи I, херцог на Таранто; 1363 за Хайме IV, крал на Майорка 1376 за Ото фон Брауншвайг-Грубенхаген | август 1344 възцаряване                 | 12 май 1382 убита                | 12 май 1382 убита | 1. Андрей Унгарски; 2. Луи I, херцог на Таранто; 3. Хайме IV, крал на Майорка; 4. Отон Брауншвайгски. Всички те са обявени за jure uxoris крале на Неапол. |

### Анжу-Драч, 1381–1435
През 1382 г. кралица Джована I Анжуйска е убита по заповед на братовчед ѝ Шарл, който е правнук на неаполитанския крал Шарл II от най-малкия му син и херцог на Драч – Луи. Така короната на Неаполитанското кралство преминава в драчкия клон на Анжуйската династия.
| Изображение | Име                  | Баща                                    | Рождена дата  | Брак             | Коронация                          | Предаване на титлата              | Смърт            | Съпруга на        |
| ----------- | -------------------- | --------------------------------------- | ------------- | ---------------- | ---------------------------------- | --------------------------------- | ---------------- | ----------------- |
|             | Маргарита Драчка     | Карл, херцог на Драч (Анжу-Драч)        | 28 юли 1347   | февруари 1369    | 12 май 1382 възцаряване на съпруга | 24 февруари 1386 смърт на съпруга | 6 август 1412    | Шарл III Анжуйски |
|             | Констанца Киарамонте | Манфред III Киарамонте (Анжу-Драч)      | 1377          | 1389             | -                                  | 1392 развод                       | 1423             | Ладислав          |
|             | Мария дьо Лузинян    | Жак I, крал на Кипър (Лузинян)          | ок. 1381      | 12 февруари 1403 | 12 февруари 1403                   | 4 септември 1404                  | 4 септември 1404 | Ладислав          |
|             | Мария д'Ангиен       | Жан д'Ангиен, граф на Кастро (Д'Ангиен) | ок. 1367/1370 | 1407             | 1407                               | 6 август 1414 смърт на съпруга    | 9 май 1446       | Ладислав          |

### Валоа-Анжуйци, 1382–1426 и 1435–1442
Властта на драчките Анжуйци се оспорва от клона на Анжу-Валоа, които предприемат няколко опита да завладеят Неаполитанското кралство. Накрая неаполитанската кралица Джована II Анжуйска-Драчка признава херцога на Анжу Луи III Валоа-Анжуйски за свой наследник. Той обаче умира и преди нея, предавайки правата си над неаполитанската корона на брат си Рене. Така след смъртта на Джована II неаполитанската корона преминава в анжуйския клон на френската династия Валоа.
| Изображение | Име                    | Баща                                                 | Рождена дата      | Брак              | Коронация                                   | Предаване на титлата               | Смърт             | Съпруга на             |
| ----------- | ---------------------- | ---------------------------------------------------- | ----------------- | ----------------- | ------------------------------------------- | ---------------------------------- | ----------------- | ---------------------- |
|             | Мария дьо Блоа-Шатийон | Шарл дьо Блоа-Шатийон, херцог на Бретан (Шатийон)    | ок. 1345          | 8 юли 1360        | 12 май 1382 обсебване на титлата от съпруга | 20 септември 1384 смърт на съпруга | 12 ноември 1404   | Луи I Валоа-Анжуйски   |
|             | Йоланда Арагонска      | Хуан I Арагонски (Барселонска династия)              | 11 август 1384    | 2 декември 1400   | 2 декември 1400                             | 29 април 1417 смърт на съпруга     | 14 ноември 1442   | Луи II Валоа-Анжуйски  |
|             | Маргарита Савойска     | Амадей VIII, херцог на Савоя (Савойска династия)     | между 1410 – 1420 | между 1424 – 1432 | между 1424 – 1432                           | 12 ноември 1434 смърт на съпруга   | 30 септември 1479 | Луи III Валоа-Анжуйски |
|             | Изабела Лотарингска    | Шарл II, херцог на Лотарингия (Лотарингска династия) | ок. 1400          | 24 октомври 1420  | 2 февруари 1435 възцаряване на съпруга      | ок. 1442 бягство на съпруга        | 28 февруари 1453  | Рене Валоа-Анжуйски    |
|             | Жана дьо Лавал         | Ги XIV, граф на Лавал                                | 10 ноември 1433   | 10 септември 1454 | 10 септември 1454                           | 10 юли 1480 смъртта на съпруга     | 19 декември 1498  | Рене Валоа-Анжуйски    |
|             | Жана Лотарингска       | Фредерик II, граф на Водемон (Лотарингска династия)  | 1458              | 21 януари 1474    | 10 юли 1480 възцаряване на съпруга          | 25 януари 1480                     | 25 януари 1480    | Шарл IV Анжуйски       |

### Трастамара на Арагон, 1442–1501
През 1442 г. арагонският крал Алфонсо V завладява Неаполитанското кралство и прогонва Рене Анжуйски от престола. Въпреки че наследниците на Рене продължават да проявяват претенции към неаполитанската корона, неаполитанското кралство преминава към Арагонската корона, клон Неаполитански Трастамара на Арагон.
| Изображение | Име                   | Баща                              | Рождена дата        | Брак              | Коронация                                  | Предаване на титлата              | Смърт           | Съпруга на   |
| ----------- | --------------------- | --------------------------------- | ------------------- | ----------------- | ------------------------------------------ | --------------------------------- | --------------- | ------------ |
|             | Мария Кастилска       | Енрике III Кастилски (Трастамара) | 1 септември 1401    | 12 октомври 1415  | 2 юни 1442 съпругът ѝ става крал на Неапол | 4 октомври 1458                   | 4 октомври 1458 | Алфонсо I    |
|             | Изабела дьо Клермон   | Тристан дьо Клермон-Лодев         | 1424                | 30 май 1444/5     | 27 юни 1458 възцаряване на съпруга         | 30 март 1465                      | 30 март 1465    | Фердинанд I  |
|             | Хуана Арагонска       | Хуан II Арагонски (Трастамара)    | c. 1454/16 юни 1455 | 14 септември 1476 | 14 септември 1476                          | 25 януари 1494 смърт на съпруга   | 9 януари 1517   | Фердинанд I  |
|             | Джована Неаполитанска | Фердинанд I (Трастамара)          | 1478                | 1496              | 1496                                       | 7 септември 1496 смърт на съпруга | 27 август 1518  | Фердинанд II |
|             | Изабела дел Балцо     | Пиетро дел Балцо                  | ?                   | 28 ноември 1486   | 7 септември 1496 възцаряване на съпруга    | 1501 детрониране на съпруга       | 1533            | Федерико IV  |

### Валоа-Орлеан, 1501 – 1504
През 1501 г. френският крал Луи XII превзема Неапол и отвежда в плен крал Федерико IV, който умира по време на пленничеството си.
| Изображение | Име            | Баща                                       | Рождена дата   | Брак          | Коронация                      | Предаване на титлата                    | Смърт         | Съпруга на |
| ----------- | -------------- | ------------------------------------------ | -------------- | ------------- | ------------------------------ | --------------------------------------- | ------------- | ---------- |
|             | Анна Бретанска | Франсоа II, херцог на Бретон (Дрьо-Монфор) | 25 януари 1477 | 8 януари 1499 | c. 1501 възцаряване на съпруга | 29 декември 1503 детрониране на съпруга | 9 януари 1514 | Луи (IV)   |

През 1504 г. испанците отново си възвръщат Неаполитанското кралство след битката при Джариляно.

### Арагон, 1412 – 1516
| Изображение | Име               | Баща                                   | Рождена дата  | Брак             | Коронация                               | Предаване на титлата              | Смърт            | Съпруга на    |
| ----------- | ----------------- | -------------------------------------- | ------------- | ---------------- | --------------------------------------- | --------------------------------- | ---------------- | ------------- |
|             | Исабела Кастилска | Хуан II, крал на Кастилия (Трастамара) | 22 април 1451 | 19 октомври 1469 | 29 декември 1503 възцаряване на съпруга | 26 ноември 1504                   | 26 ноември 1504  | Фердинанд III |
|             | Жермен дьо Фоа    | Жан дьо Фоа, граф на Нарбон            | ок. 1488      | 19 октомври 1505 | 19 октомври 1505                        | 23 януари 1516 смъртта на съпруга | 18 октомври 1538 | Фердинанд III |

### Хабсбурги, 1516 – 1700
| Изображение | Име                         | Баща                                                | Рождена дата     | Брак            | Коронация                           | Предаване на титлата                 | Смърт            | Съпруга на |
| ----------- | --------------------------- | --------------------------------------------------- | ---------------- | --------------- | ----------------------------------- | ------------------------------------ | ---------------- | ---------- |
|             | Изабела Португалска         | Мануел I, крал на Португалия                        | 24 октомври 1503 | 11 март 1526    | 11 март 1526                        | 1 май 1539                           | 1 май 1539       | Карл IV    |
|             | Мария I Тюдор               | Хенри VIII, крал на Англия (Тюдори)                 | 18 февруари 1516 | 25 юли 1554     | 25 юли 1554                         | 17 ноември 1558                      | 17 ноември 1558  | Филип I    |
|             | Елизабет дьо Валоа          | Анри II, крал на Франция (Валоа)                    | 2 април 1545     | 22 юни 1559     | 22 юни 1559                         | 3 октомври 1568                      | 3 октомври 1568  | Филип I    |
|             | Анна Австрийска             | Максимилиан II, свещен римски император (Хабсбурги) | 1 ноември 1549   | 4 май 1570      | 4 май 1570                          | 26 октомври 1580                     | 26 октомври 1580 | Филип I    |
|             | Маргарита Австрийска        | Максимилиан II, свещен римски император (Хабсбурги) | 25 декември 1584 | 18 април 1599   | 18 април 1599                       | 3 октомври 1611                      | 3 октомври 1611  | Филип II   |
|             | Елизабета дьо Бурбон        | Анри IV, крал на Франция (Бурбони)                  | 22 ноември 1602  | 25 ноември 1615 | 31 март 1621 възцаряване на съпруга | 6 октомври 1644                      | 6 октомври 1644  | Филип III  |
|             | Мариана Австрийска          | Фердинанд III, свещен римски император (Хабсбурги)  | 24 декември 1634 | 7 октомври 1649 | 7 октомври 1649                     | 17 септември 1665 смъртта на съпруга | 16 май 1696      | Филип III  |
|             | Мария-Луиза Орлеанска       | Филип I Орлеански (Орлеани)                         | 26 март 1662     | 19 ноември 1679 | 19 ноември 1679                     | 12 февруари 1689                     | 12 февруари 1689 | Карл V     |
|             | Мария-Анна Пфалц-Нойбургска | Филип-Вилхелм, херцог на Берг (Вителсбахи)          | 28 октомври 1667 | 14 май 1690     | 14 май 1690                         | 1 ноември 1700 смъртта на съпруга    | 16 юли 1740      | Карл V     |

### Бурбони, 1700 – 1713
| Изображение | Име                  | Баща                                 | Рождена дата      | Брак           | Коронация      | Предаване на титлата                                     | Смърт            | Съпруга на |
| ----------- | -------------------- | ------------------------------------ | ----------------- | -------------- | -------------- | -------------------------------------------------------- | ---------------- | ---------- |
|             | Мария-Луиза Савойска | Виктор-Амадей II (Савойска династия) | 17 септември 1688 | 2 ноември 1701 | 2 ноември 1701 | 11 април 1713 Неапол преминава към австрийските владения | 14 февруари 1714 | Филип IV   |

Испания преотстъпва Неаполското кралство на Австрия след Войната за испанското наследство.

### Хабсбурги, 1714 – 1734
| Изображение | Име                                          | Баща                                            | Рождена дата   | Брак          | Коронация                            | Предаване на титлата                    | Смърт            | Съпруга на |
| ----------- | -------------------------------------------- | ----------------------------------------------- | -------------- | ------------- | ------------------------------------ | --------------------------------------- | ---------------- | ---------- |
|             | Елизабет Кристина фон Брауншвайг-Волфенбютел | Лудвиг Рудолф, херцог на Брауншвайг-Волфенбютел | 28 август 1691 | 1 август 1708 | 11 април 1713 възцаряване на съпруга | 25 май 1734 Неапол е превзет от Испания | 21 декември 1750 | Карл IV    |

През 1734 г. Неаполитанското кралство е окупирано от войските на Испания по време на Войната за полското наследство. След подписването на Виенския договор от 1738 г. Неаполитанското кралство придобива независимост от Австрия, но остава владение на неаполитанския клон на Испанските Бурбони.

### Испански Бурбони, 1735 – 1806
| Изображение | Име                       | Баща                                                                | Рождена дата    | Брак        | Коронация   | Предаване на титлата                | Смърт             | Съпруга на   |
| ----------- | ------------------------- | ------------------------------------------------------------------- | --------------- | ----------- | ----------- | ----------------------------------- | ----------------- | ------------ |
|             | Мария-Амалия Саксонска    | Август III, крал на Полша (Ветин)                                   | 24 ноември 1724 | 19 юни 1738 | 19 юни 1738 | 10 август 1759 абдикация на съпруга | 27 септември 1760 | Карлос V     |
|             | Мария-Каролина Австрийска | Франц I, император на Свещената Римска империя (Хабсбург-Лотаринги) | 13 август 1752  | 12 май 1768 | 12 май 1768 | 8 септември 1814                    | 8 септември 1814  | Фердинанд IV |

### Бонапарт, 1806 – 1815
| Изображение | Име               | Баща                           | Рождена дата     | Брак           | Коронация                            | Предаване на титлата               | Смърт        | Съпруга на  |
| ----------- | ----------------- | ------------------------------ | ---------------- | -------------- | ------------------------------------ | ---------------------------------- | ------------ | ----------- |
|             | Жули Клари        | Франсоа Клари                  | 26 декември 1771 | 1 август 1794  | 30 март 1806 възцаряване на съпруга  | 1 август 1808 абдикация на съпруга | 7 април 1845 | Жозеф       |
|             | Каролина Бонапарт | Карл-Мария Бонапарт (Бонапарт) | 25 март 1782     | 20 януари 1800 | 1 август 1808 възцаряване на съпруга | 3 май 1815 сваляне на съпруга      | 18 май 1839  | Жоашен Мюра |

След края на Наполеоновите войни през 1816 г. Неаполското кралство и Сицилианското кралство са обединени в нова политическа единица, известна като Кралство на двете Сицилии.